# 阿散蒂大區
阿散蒂大區（英語：Ashanti Region）是加納的16個大區之一，位於該國中部，首府庫馬西，下分27縣，北臨布朗阿哈福地區，東面是東部地區，東南面是中部地區，西南面是西部地區，面積24,389平方公里，2010年人口4,780,380人。

## 外部連結
6°45′N 1°30′W / 6.750°N 1.500°W